# Namnlöstjärnarna (Lycksele socken, Lappland, 720646-164074)
Namnlöstjärnarna är en sjö i Lycksele kommun i Lappland och ingår i Umeälvens huvudavrinningsområde.